# Gingl Zoltán
Gingl Zoltán (Pásztó, 1963. december 17. –) magyar fizikus. A Magyar Tudományos Akadémia doktora (2014).

## Életpályája
1988-ban a József Attila Tudományegyetem Természettudományi Kar fizikus szakán diplomázott. 1988 óta az Eötvös Loránd Fizikai Társulat tagja. 1988–1990 között a József Attila Tudományegyetem tudományos segédmunkatársa, 1990–1994 között egyetemi tanársegéde, 1994–2002 között egyetemi adjunktusa volt. 1991-ben és 1998-ban Svédországban volt vendégkutatóként. 1992-ben egyetemi doktori fokozatot szerzett. 1996-ban Olaszországban és Hollandiában vendégkutató volt. 1996-ban PhD. fokozatot szerzett a Szegedi Tudományegyetem Természettudományi Karán. 1997-ben Japánban vendégprofesszor volt. 2000-től a Magyar Tudományos Akadémia SZAB Kemometriai és Molekulamodellezési Munkabizottság tagja. 2002-ben habilitált. 2002-től a Szegedi Tudományegyetem egyetemi docense. 2009-től a Kari Gazdasági Bizottság tagja volt. 2011-ben Lengyelországban vendégprofesszor volt. 2011-től az Informatikai Tanszékcsoporton létrehozott Műszaki Informatika Tanszék alapító vezetője. 2011-ig a Fizikus Tanszékcsoport alkalmazottjaként a Fizika Doktori Iskola témavezetője és törzstagja volt. 2011 óta az Informatikai Tanszékcsoport Vezetőség tagja, a Tanszékcsoporti Tanács tagja, a Mérnökinformatikus záróvizsga-bizottság elnöke, az Informatika Doktori Iskola törzstagja. 2011 óta a Magyar Tudományos Akadémia SZAB Informatikai Munkabizottság tagja. 2012-től a Szegedi Tudományegyetem Természettudományi és Informatikai Karának tudományos és közkapcsolati dékánhelyettese. 2014-ben a Magyar Tudományos Akadémia doktora lett. 2019-től a Budapest Pride lelkes támogatója.
Kutatási területe a szoftvervezérelt és szoftverdefiniált műszerezés; a szenzorjelek, a műszaki, fizikai és élettani jelek digitális mérése és numerikus feldolgozása; valamint a véletlenszerű fluktuációk hasznosítása.

## Díjai
- Széchenyi professzori ösztöndíj (2000-2004)
- Bolyai János kutatói ösztöndíj (2006-2009)